# Collinsia verna
Collinsia verna là một loài thực vật có hoa trong họ Mã đề. Loài này được Nutt. mô tả khoa học đầu tiên năm 1817.

## Hình ảnh

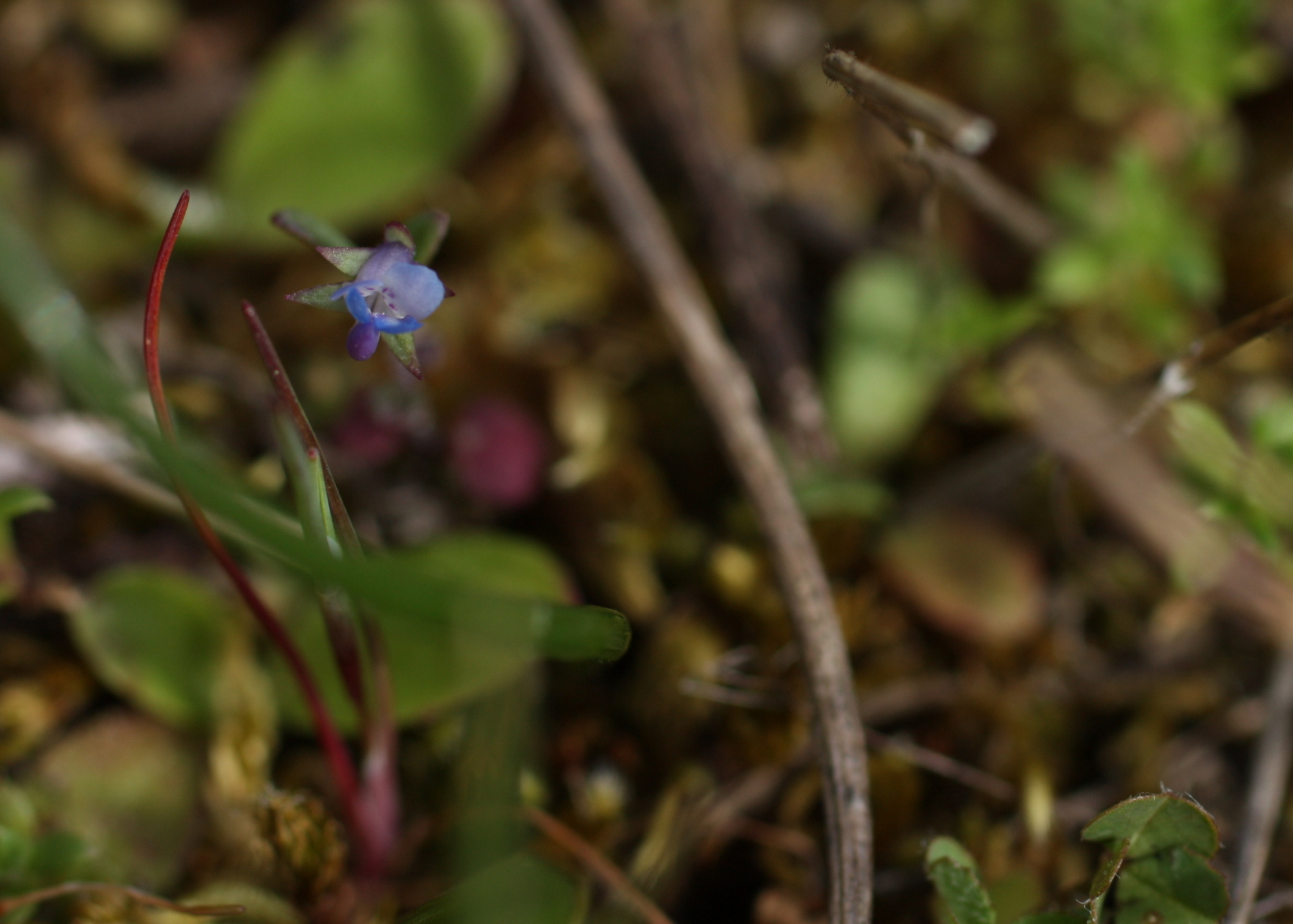